# EmBRUN
EmBRUN is een Vlaamse folkgroep, die in de winter van 2003 ontstaan is. Ze spelen dansbare folk (zoals op Boombals), met invloeden van verschillende andere stijlen, zoals klezmer, experimentele muziek, ...

## Bandleden
- Pieterjan Van Kerckhoven: doedelzakken, saxen
- Jonas Scheys: elektrische en akoestische contrabas, gitaar
- Bert Leemans: knopaccordeon
- Harald Bauweraerts: elektro-akoestische draailier
- Ludo Stichelmeyer: percussie

## Discografie
- EmBRUN (2006)
- EmBRUN N°2 (2009)
- EMBRUN N°3